# Heksenberg (Heerlen)
Heksenberg is een wijk in het noorden van de gemeente Heerlen. Het aantal inwoners (2023) is 2.970 (inclusief Maria Christinawijk en Pronsebroek).

## Geschiedenis
De geschiedenis van Heksenberg begint ongeveer 2000 jaar voor onze jaartelling. Diverse vondsten van stenen wapens en scherven tonen aan dat in die tijd al mensen rond de Heksenberg gewoond hebben. In de Romeinse tijd is de huidige Heerenweg aangelegd die onderdeel uitmaakte van de heirbaan (heir/heer = leger) van Coriovallum (Heerlen) naar Xanten. Een oud verhaal vertelt hoe de stam van de Hessen uit Duitsland richting Coriovallum opdrongen. De Romeinse legers vielen hen aan op de toegangsweg tot die stad waarbij het tot een bloedig treffen kwam. Het water van de beek waarbij de slag plaatsvond kleurde rood en sindsdien heet die stroom de Rode Beek. Na de slag werd voor de gevallen aanvoerder van de Hessen een graftombe opgericht. Iedere krijger moest zijn helm met zand vullen en uitstorten op het graf. Zo zou de Hessenberg of Heksenberg zijn ontstaan.
Ook in de Karolingische tijd is het gebied rond de Heksenberg bewoond geweest, getuige de vondst van een pottebakkersoven uit die tijd. Tussen de genoemde Heerenweg en de Bokstraat bevond zich een moerassig gebied. In dit gebied werd een versterkt huis gebouwd (het Leyenhoes) door de familie Roebroek. Deze familie wordt voor het eerst in de 14e eeuw genoemd. Het Leyenhoes werd in 1918 afgebroken.
Bij een volkstelling in 1889 had Heksenberg 193 inwoners verdeeld over de volgende buurtschappen: Roebroek 30 inwoners, Heerenweg 44 inwoners, Heidehoven 65 inwoners en Prons(ebroek) 54 inwoners.
Rond 1917 begon de winning van bruinkool en in 1925 werd de steenkoolmijn Oranje-Nassau IV officieel geopend die ten oosten van de wijk de Steenberg Oranje-Nassau IV opwierp met afvalstenen uit de mijn. Voor beide industrieën waren veel werkkrachten nodig waardoor het inwonertal van Heksenberg snel groeide. Dit maakte de bouw van een eigen kerk noodzakelijk. In de jaren 40 werd de mijnwerkerskolonie Maria Christinawijk gebouwd en eind jaren 50 het huidige winkelcentrum. In 2008 werd de Maria Christinawijk aangewezen als een van rijkswege beschermd stadsgezicht. Naast de kerk staat een standbeeld dat nog herinnert aan het mijnverleden, het Sint-Barbarabeeld.

## Parochie en Kerk

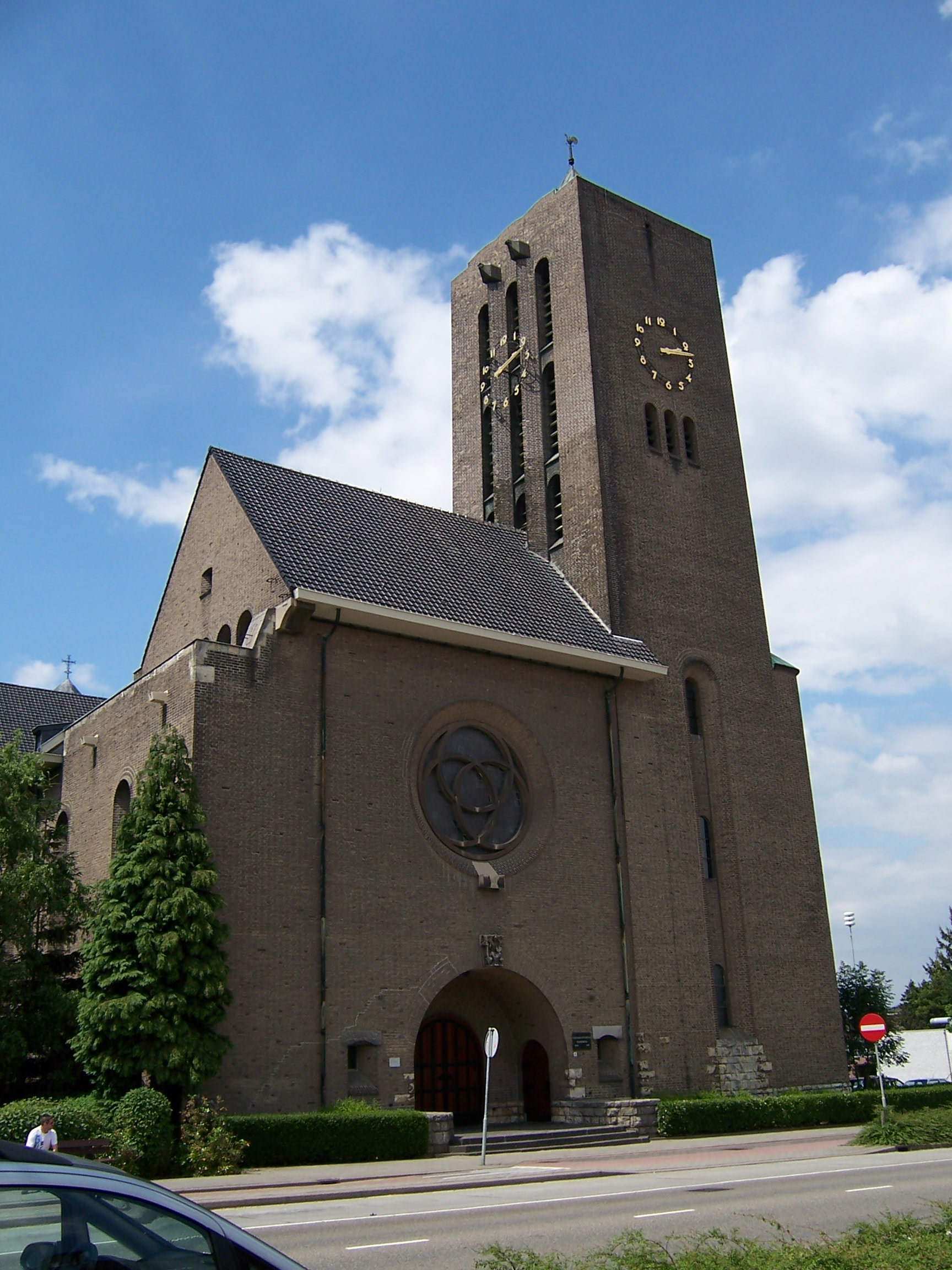
Gerardus Majellakerk Heksenberg

In 1931 werd kapelaan Honee van de Corneliusparochie van Heerlerheide belast met de oprichting van de parochie Heksenberg. Op 18 april 1937 werd officieel de eerste steen van de nieuwe kerk gelegd, de Sint-Gerardus Majellakerk. Op 18 juli 1938 werd de kerk geconsacreerd en voor de eredienst opgesteld. De patroonheilige van de kerk is de Heilige Gerardus Majella. Architect was Alphons Boosten; de kerk geldt als een van zijn belangrijkste werken.
Vanaf 2013 is de Gerardus Majellaparochie gefuseerd met de Corneliusparochie van Heerlerheide en heeft Heksenberg geen eigen pastoor meer.

## Groeves

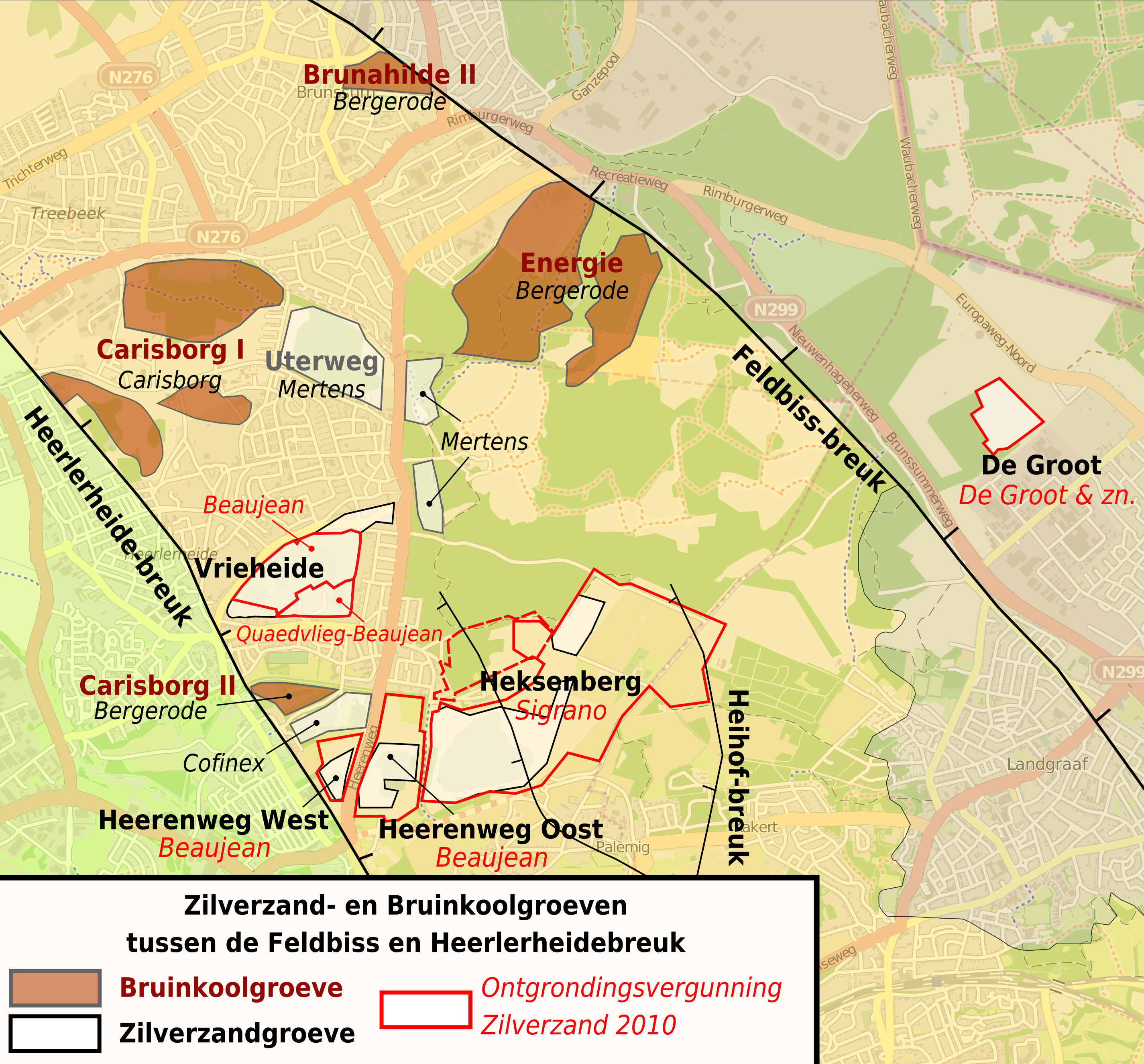
Bruinkool- en zilverzandgroeven tussen de Feldbissbreuk en de Heerlerheidebreuk

In de wijk Heksenberg zijn er meerdere groeves waar zilverzand uit het Laagpakket van Heksenberg gewonnen wordt. De grootste groeve bevindt zich ten zuidoosten van de wijk, de Sigrano-groeve, en wordt ontgonnen door de firma Sigrano. Een andere zandwinningsfirma te Heksenberg is de firma Beaujean.